# Isle à Jean Charles
Isle à Jean Charles, ou Isle de Jean Charles, est une communauté non incorporée des États-Unis située sur une île dans la paroisse de Terrebonne en Louisiane.

## Histoire
À l'époque de la Louisiane française, des colons français se sont mariés avec les Amérindiens. L'île a été nommée d'après le père d'un colon, Jean Charles Naquin. Il y eut jusqu'à 400 habitants. La localité est peuplée par les descendants des Amérindiens Chactas, Chitimachas et Biloxi qui en ont fait un lieu d'enterrements et de recueillements avec de nombreuses sépultures. La toponymie française atteste l'origine de propriété des Amérindiens francophones portant des noms à consonance française ainsi que la persistance de la langue française parlée dans cette région depuis la période de la colonisation de la Louisiane française. Les Amérindiens de l'Isle à Jean Charles s'expriment toujours dans un français cadien familial à côté de l'usage de l'anglais.

## Géographie

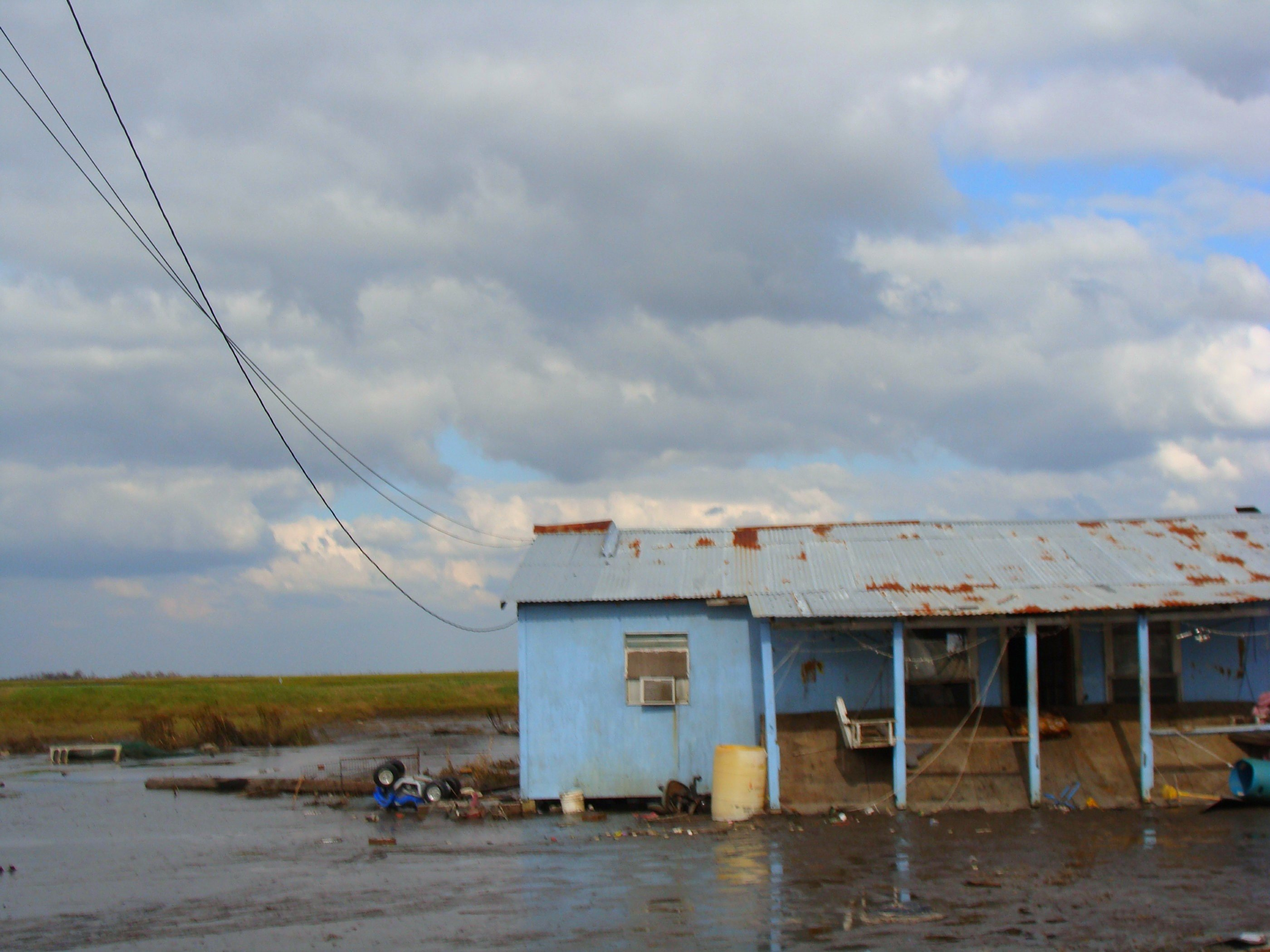
La mer au pied des maisons de l'île après l'ouragan Gustav en 2008.

L'Isle à Jean Charles est située à une quinzaine de kilomètres au sud-est de la ville de Houma, au Sud de Montegut, à l'Est de Dulac et à l'ouest de Pointe-aux-Chênes. 
L'Isle à Jean Charles communique au Sud avec le lac Tambour (Lake tambour), le lac Chien (Lake Chien) et les petites baies Bourbeux et la Peur (Bay Bourbeux et Bay la Peur) qui s'ouvrent sur la vaste baie de Terrebonne face aux îles Timbalier.
À mesure que l'industrie pétrolière avoisinait[pas clair] les canaux, les arbres et les plantes qui avaient contribué à la stabilisation des côtes ont disparu. Le territoire de l'Isle à Jean Charles avançait autrefois sur une quinzaine de kilomètres de long jusqu'à la mer, mais depuis les ouragans dévastateurs des années 2000 (l'ouragan Isidore et l'ouragan Lili en 2002, l'ouragan Rita et l'ouragan Katrina en 2005 et l'ouragan Gustav en 2008), la côte a reculé et dorénavant l'Isle à Jean Charles ne fait plus que huit kilomètres de long environ. Le projet de protection côtière des années 1990 Morganza to the Gulf Hurricane Protection Project (en) prévoyait la construction d'une levée entre le bayou Terrebonne et le bayou Lafourche, mais l'Isle à Jean Charles n'en faisait pas partie.
Les causes de la perte des terres sont à la fois naturelles et artificielles. Les ouragans ont inondé la région d'eau salée, détruisant des maisons et provoquant des affaissements de terrain. L'élévation du niveau de la mer a également contribué à la perte de terres. Les perturbations causées par l'homme, telles que les barrages et les digues, le dragage des canaux pour le transport maritime et les oléoducs, ont tous érodé le marais jusqu'au néant. Ces perturbations ont diminué la biodiversité végétale et animale de celui-ci, ce qui a eu un impact négatif sur la qualité de vie de la tribu. En conséquence, la plupart des membres de Biloxi-Chitimacha-Choctaw qui pouvaient se permettre de quitter l'île l'ont fait. La dispersion de leur communauté tribale a perturbé leurs coutumes, traditions et culture. Les efforts récents de restauration côtière n'ont pas été en mesure de sauver l'île. Le Corps du génie de l'armée des États-Unis a laissé l'Isle à Jean Charles hors des projets de digue, ce qui l'a rendue encore plus vulnérable aux catastrophes naturelles que les zones environnantes. Au début des années 2000, il ne restait plus que 25 familles sur l'île et leur chef, Albert Naquin, a déployé des efforts incessants pour reloger toute la communauté autochtone afin d'en sauver la culture et les traditions. Un reportage diffusé dans le journal de France 2 en juillet 2018 indique qu'il pourrait s'agir des premiers réfugiés climatiques de l'histoire des États-Unis.